# Yangon (North)
Yangon (North) är ett distrikt i Myanmar.   Det ligger i regionen Yangonregionen, i den södra delen av landet, 280 km söder om huvudstaden Naypyidaw.